# نخجوانی تناسخی
یکی از منطق دانان قرن هفتم،نجم ادین احمدبن ابی بکر بن محمد نخجوانی تناسخی است.
نخجوانی باب‌المنطق را نگاشته‌است. گویا این کتاب همان تعلیقات و انتقادات او بر ارشادات ابن سینا باشد.
از جمله تصانیف او زبده النقض و لباب الکشف است که در آن بر ابن سینا تاخته‌است. ابن کمونه در التقاط الاعتراضات به او پاسخ گفته‌است. سمرقندی در شرح القسطاس می‌گوید: امام نجم الدین نخجوانی بر شکل نخستین چهارضرب، بر دومی نیز چهار ضرب، بر سومی شش ضرب و بر چهارمی هفت ضرب افزوده‌است.